# Grand Prix Formule 1 van Monaco 1998

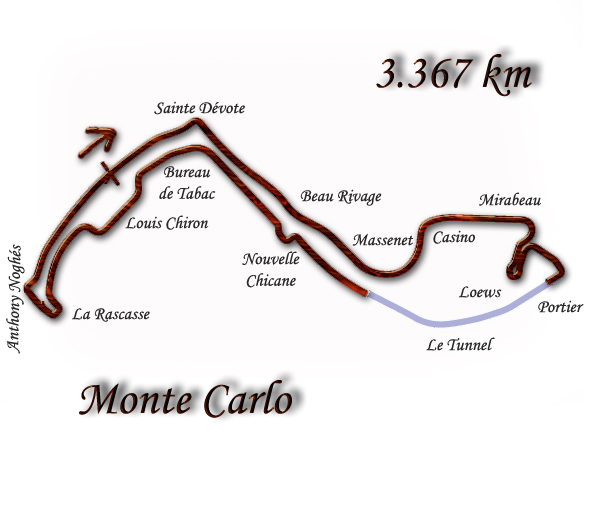
Het circuit

De Grand Prix Formule 1 van Monaco 1998 werd gehouden op 24 mei 1998 in Monaco.

## Verslag

### Kwalificatie
Grootste verrassing in de kwalificatie was Giancarlo Fisichella die zijn Benetton als derde, achter beide McLarens, wist te kwalificeren. Michael Schumacher vertrok vanop de vierde startplaats.

### Race
Mika Häkkinen verzilverde zijn pole-position en bleef na de eerste bocht aan de leiding rijden, voor David Coulthard, Fisichella en Schumacher. Esteban Tuero in de Minardi crasht direct al in de eerste ronde bij het Casino. Na achttien ronden moest Coulthard opgeven met motorproblemen. In de 30ste ronde ging Schumacher de pits in, een ronde later gevolgd door Fisichella. De Benetton-rijder slaagde er echter niet in de Duitser voor te blijven, waardoor Schumacher opklom naar de derde plaats. Schumacher komt hierna achter Alexander Wurz vast te zitten en probeert koste wat het kost voorbij te komen. Bij een inhaalmanoeuvre raken beide wagens elkaar, waardoor Schumacher opnieuw de pits in moest voor herstelwerkzaamheden aan zijn wagen. Hierdoor kwam hij drie ronden achter te liggen op Häkkinen. Wurz' wagen lijkt onbeschadigd te zijn, maar nadat hij in de pits was gegaan om te gaan tanken crashte hij toch uit de wedstrijd, in de tunnel. Jean Alesi moet vijf ronden voor het einde opgeven met versnellingsbakproblemen. Schumacher probeert nog alles om plaatsen op te schuiven en probeert voorbij de Arrows van Pedro Diniz te gaan. Hierdoor raakt zijn voorvleugel echter beschadigd en wordt hij slechts tiende.

## Uitslag
| Positie | Nummer | Rijder                | Team                | Ronden | Tijd/Opgave     | Startplaats | Punten |
| ------- | ------ | --------------------- | ------------------- | ------ | --------------- | ----------- | ------ |
| 1       | 8      | Mika Häkkinen         | McLaren-Mercedes    | 78     | 1'51:24.4       | 1           | 10     |
| 2       | 5      | Giancarlo Fisichella  | Benetton-Playlife   | 78     | +11.475         | 3           | 6      |
| 3       | 4      | Eddie Irvine          | Ferrari             | 78     | +41.378         | 7           | 4      |
| 4       | 17     | Mika Salo             | Arrows              | 78     | +1:00.363       | 8           | 3      |
| 5       | 1      | Jacques Villeneuve    | Williams-Mecachrome | 77     | +1 Ronde        | 13          | 2      |
| 6       | 16     | Pedro Diniz           | Arrows              | 77     | +1 Ronde        | 12          | 1      |
| 7       | 15     | Johnny Herbert        | Sauber-Petronas     | 77     | +1 Ronde        | 9           |        |
| 8       | 9      | Damon Hill            | Jordan-Mugen-Honda  | 76     | +2 Rondes       | 15          |        |
| 9       | 22     | Shinji Nakano         | Minardi-Ford        | 76     | +2 Rondes       | 19          |        |
| 10      | 3      | Michael Schumacher    | Ferrari             | 76     | +2 Rondes       | 4           |        |
| 11      | 21     | Toranosuke Takagi     | Tyrrell-Ford        | 76     | +2 Rondes       | 20          |        |
| 12      | 14     | Jean Alesi            | Sauber-Petronas     | 72     | Versnellingsbak | 11          |        |
| NF      | 12     | Jarno Trulli          | Prost-Peugeot       | 56     | Versnellingsbak | 10          |        |
| NF      | 11     | Olivier Panis         | Prost-Peugeot       | 49     | Wiel            | 18          |        |
| NF      | 10     | Ralf Schumacher       | Jordan-Mugen-Honda  | 44     | Ophanging       | 16          |        |
| NF      | 6      | Alexander Wurz        | Benetton-Playlife   | 42     | Spin            | 6           |        |
| NF      | 19     | Jan Magnussen         | Stewart-Ford        | 30     | Ophanging       | 17          |        |
| NF      | 7      | David Coulthard       | McLaren-Mercedes    | 17     | Motor           | 2           |        |
| NF      | 18     | Rubens Barrichello    | Stewart-Ford        | 11     | Ophanging       | 14          |        |
| NF      | 2      | Heinz-Harald Frentzen | Williams-Mecachrome | 5      | Botsing         | 5           |        |
| NF      | 23     | Esteban Tuero         | Minardi-Ford        | 0      | Spin            | 21          |        |

## Statistieken
| Pole-position | Mika Hakkinen | McLaren-Mercedes | 1:19.798 |
| Snelste ronde | Mika Hakkinen | McLaren-Mercedes | 1:22.948 |

## Noot
- Dit was de 25ste Grand Prix-start voor een Deense coureur.
- Vijfde pole position, vijfde snelste ronde, en vijfde Grand Prix-winst voor Mika Häkkinen. Tevens de tiende pole position en tiende Grand Prix-winst voor een Finse coureur.
- Tiende podiumplaats voor Eddie Irvine.

1929 · 1930 · 1931 · 1932 · 1933 · 1934 · 1935 · 1936 · 1937 · 1948 · 1950 · 1955 · 1956 · 1957 · 1958 · 1959 · 1960 · 1961 · 1962 · 1963 · 1964 · 1965 · 1966 · 1967 · 1968 · 1969 · 1970 · 1971 · 1972 · 1973 · 1974 · 1975 · 1976 · 1977 · 1978 · 1979 · 1980 · 1981 · 1982 · 1983 · 1984 · 1985 · 1986 · 1987 · 1988 · 1989 · 1990 · 1991 · 1992 · 1993 · 1994 · 1995 · 1996 · 1997 · 1998 · 1999 · 2000 · 2001 · 2002 · 2003 · 2004 · 2005 · 2006 · 2007 · 2008 · 2009 · 2010 · 2011 · 2012 · 2013 · 2014 · 2015 · 2016 · 2017 · 2018 · 2019 · 2020 · 2021 · 2022 · 2023 · 2024 · 2025